# Coronavirus de Roussette HKU9
Betacoronavirus rousetti
Espèce
Betacoronavirus rousetti, aussi appelé coronavirus de Roussette HKU9 (en anglais Rousettus bat coronavirus HKU9, Ro-BatCoV HKU9), est une espèce de Betacoronavirus du groupe D (Nobecovirus) qui infecte 
les chauve-souris Roussettes. C'est un virus enveloppé à ARN monocaténaire à polarité positive découvert chez diverses chauves-souris frugivore du genre Rousettus de Chine.